# Roberto Nunes Morgado
Roberto Nunes Morgado (São Paulo, 31 de maio de 1946 — São Paulo, 26 de abril de 1989) foi um contador e árbitro brasileiro.
Polêmico, gostava de chamar a atenção durante os jogos e assumidamente imitava o estilo espalhafatoso de Armando Marques. Com 1,71 metro e apenas 59 kg, e adepto de indicações exageradas dos lances, ficou conhecido como "Pantera Cor-de-Rosa".
Em um jogo entre Vasco e Ferroviário pelo Campeonato Brasileiro de 1983, expulsou a Polícia Militar de campo (usando o cartão vermelho), o que fez com que a Comissão Brasileira de Arbitragem exigisse um exame de sanidade mental do árbitro. Levava o episódio na brincadeira: "Agora, sou o único juiz da praça que tem atestado de sanidade mental." Ele tinha sido internado em uma clínica no ano anterior, com problemas psicológicos, e voltaria a ser internado em 1983 e em 1985. Também ficara afastado da reta final do Campeonato Paulista de 1978, ao ser esfaqueado por dois assaltantes, justamente quando era o árbitro que mais tinha apitado no torneio.
Foi capa de uma edição da revista Placar em novembro de 1984, ilustrando a chamada "Juiz: santo ou ladrão?".
O último jogo que apitou foi a segunda semifinal do Campeonato Paulista de 1987, entre São Paulo e Palmeiras, quando expulsou quatro palmeirenses e foi bastante criticado. "É pena que o Morgado tenha arrumado toda aquela palhaçada", reclamou Nélson Duque, presidente do Palmeiras. Acabou vetado para o Campeonato Brasileiro daquele ano ao não alcançar nota mínima em uma prova por escrito da Comissão Brasileira de Arbitragem de Futebol. Em fevereiro do ano seguinte, foi internado no Hospital Emílio Ribas, em São Paulo, com AIDS. Abandonado pelos amigos e pela esposa, morreu um ano depois.
Homossexual assumido, ficou famoso por frequentar seguidamente a boca do lixo paulistana ao lado de um grupo de amigos. No entanto, viu a turma se afastar rapidamente quando foi detectado que era portador do vírus HIV. Faleceu esquecido em um leito de hospital, distante até mesmo de sua família.
Sobre seu enterro, o jornalista Dalmo Pessoa contaria, em 2015: "Um dirigente de um grande clube foi visitar o Morgado. Levou uma mala cheia de dinheiro. Queria que ele roubasse no jogo do domingo seguinte. Morgado mostrou a casa para o dirigente. Casa muito pobre, ele vivia com o pai, bem velho. Disse que era pobre e honrado e que não aceitava dinheiro algum. Quando ele morreu, eu fiz um discurso no túmulo e contei essa história. Foi um homem de bem."